# Johann Carl Heinrich Ackermann
Johann Carl Heinrich Ackermann (* 14. Juli 1765 in Zeitz; † 21. November 1810 ebenda) war ein sächsischer Amts-, Stadt- und Landphysikus.

## Leben
Ackermann studierte Medizin an der Universität Leipzig und promovierte im Sommer 1787 zum Dr. med. Das Thema seiner Dissertation lautete De scrophularum natura. (= Über die Natur der Skrofulose). Danach wirkte als praktizierender Arzt in Oschatz und Zeitz und wurde durch einige seiner Publikationen bekannt.

## Schriften (Auswahl)
- Über die Vorzüge der Musik. Eine Rede. 1792.
- Carl Heinrich Ackermanns, ausübenden Arztes in Zeitz, [...] Leipzig 1792.
- Ueber Blähungen und Vapeurs. Briefe, hypochondrischen und hysterischen Personen gewidmet. Zeitz 1794.
- Über das Medicinalwesen in Deutschland. 1794.
- Winke zur Verbesserung öffentlicher Brunnen u. Badeanstalten. Posen und Leipzig 1802.